# Quassia borneensis
Quassia borneensis là một loài thực vật có hoa trong họ Thanh thất. Loài này được Noot. miêu tả khoa học đầu tiên năm 1963.